# Gordon Daniel Conant
Gordon Daniel Conant (né le 11 janvier 1885 et décédé le 2 janvier 1953) était un homme politique canadien. Il était procureur général de l'Ontario au sein du gouvernement de Mitchell Hepburn, à qui il a succédé en tant que premier ministre.
Le parti, mené par les partisans de King, exige un congrès à la direction et Conant et Hepburn sont forcés d'acquiescer ; en mai 1943, le parti élit Harry Nixon au poste de chef du Parti libéral de l'Ontario et premier ministre de la province.
Il était franc-maçon.

## Biographie
Né à Cedar Dale en Ontario (ce qui est maintenant la ville d'Oshawa), il appartint à une famille colonne qui comptait parmi les premières de la ville. Son nom de famille est très connu dans la ville. Il poursuivit ses études en droit à l'Université de Toronto et a été admis au Barreau de l'Ontario en 1912. Ensuite, il pratiqua le droit à Oshawa. En 1913, il s'est marié avec Verna Smith, la fille de l'homme d'affaires E.D. Smith. Ensemble ils ont eu trois enfants.
Conant devint le plus jeune maire dans l'histoire d'Oshawa en 1916. En 1937, il a été élu député sous la bannière du parti Libéral à l'Assemblée législative de l'Ontario. Il a été nommé procureur général de l'Ontario dans le gouvernement de Mitchell Hepburn. Hepburn a pris sa retraite brusquement en 1943, suivant une kyrielle d'actes étranges et en raison en partie de sa querelle avec le premier ministre canadien William Lyon Mackenzie King. Cette querelle menaçait la cohésion du parti. Hepburn voulait rester chef du parti, tandis que le lieutenant-gouverneur général a nommé Conant comme premier. Les partisans du premier ministre King demandaient une course à la direction. L'année suivante, Harry Nixon l'a gagné.
Par la suite, il fut officier judiciaire de la Cour suprême de l'Ontario. Il est mort le 2 janvier 1953.